# 闘翔ボーイ
『闘翔ボーイ』（とうしょうボーイ）は、竜崎遼児による日本の漫画作品。
週刊少年漫画雑誌『週刊少年サンデー』（小学館）に、1986年45号から1988年27号まで連載された。単行本は小学館：少年サンデーコミックスより全9巻。

## 概要
主人公・篁大介が、最強の格闘家・海王完二を倒すため、同じく打倒海王を目指す様々な格闘家と戦い、格闘家として成長する姿を描いたスポーツ漫画（格闘技）である。
K-1出現以前に立ち技最強トーナメントを描いたり、アントニオ猪木が実現する以前に円形リングでのファイトを描いていた。
プロレスラー藤波辰爾の必殺技であるドラゴン・スリーパー・ホールドは、この漫画をヒントに生まれた技である。

## あらすじ
篁大介は甲子園を沸かせた豪腕投手であった。卒業後の彼の進路が注目される中、破天荒な大介が入団先として逆指名したのは、プロ野球12球団でもメジャーリーグでもなく、なんとプロレス団体「新東京プロレス」だった。
野球からプロレスへと転身し、しかも最強と謳われる格闘家・海王完二を倒すとマスコミで大々的に宣言した大介は、多くの人間を敵に回すことになる。
大介の母は、大介と海王が出会ったことに驚く。大介が幼い頃に死去した父・篁浩介は海王と深い関わりがあった。大介と海王が出会うことは、偶然ではなく運命であった。
海王の首を狙う格闘家と闘い続ける大介は、海王と父親の関わり、その影にある真実を知ることになる。

## 登場人物
篁大介（たかむら だいすけ）
主人公。喧嘩っぱやく破天荒な性格ゆえに、野球からプロレスへと勢いで転向した。抜群の格闘センスを持ち、相手の技を一度受けただけで習得してしまうことから、「形状記憶合金人間」と呼ばれる。
劇中、幾度も敗北は喫しているがギブアップ負けはなく、周囲からも「死んだってギブアップする男じゃない」と言われていた。だが最期の闘いでは意外な形でギブアップして自らの負けを認める。
烏丸まなみ（からすま まなみ）
大介のガールフレンド。北海道から巣立つ大介を見守る。
天童（てんどう）
甲子園決勝で大介からホームランを奪うが納得できず、大介を倒すべくNASAで科学的、格闘技トレーニングを積む。野球、サンボ選手として大介を狙う。
並外れたサンボ技で大介の右腕を折るが、腕を折られても立ち上がり向かってくる大介に恐怖して戦意を喪失し「スポーツマンであっても格闘家ではない」事を露呈して敗北する。
海王完二（かいおう かんじ）
新東京プロレス社長。プロレス界のみならず、格闘家としてトップに位置する人物。

早見忍（はやみ しのぶ）
新聞記者。女性。大介の甲子園決勝前の乱闘をスクープした。その後、海王と大介を追う。
兀突段平（ごつとつ だんぺい）
新東京プロレスの若手。巨体で強面。素人の大介に2度倒される。大介と常に争うが、その反面義理と人情に溢れる性格で大介を助ける。
洞口（ほらぐち）
新東京プロレスの鬼軍曹。外見、関節技を得意とするスタイル。
六車明（むぐるま あきら）
巨体とフルコンタクト空手、柔道を得意とする。大介同様短気で喧嘩腰。
カイザー剛志（かいざーつよし）
シュートボクシング創始者。海王を狙い立ち技トーナメントを開く。
陣内十市（じんない といち）
幼い頃から骨法を修行するも免許皆伝は許されない。短期間の修行で免許皆伝を許された海王に激しく嫉妬心し、手当たり次第にプロレスラーに喧嘩をふっかける。
葵藤丸（あおい ふじまる）
立ち技トーナメントに出場するボクサー。常ににやけた顔に反して、自分の強さに迷いがない自信家。
サムラック・ソーパシリン
カイザー剛志に激しい殺意を燃やすムエタイ選手。カイザーを倒すために立ち技トーナメントに出場する。そのために自分の前に立ちはだかる者は、誰であろうと徹底的に叩き潰す。
ボブ・ローガン
巨体の欧米人。新東京プロレスに殴りこみを仕掛け、その後路上で大介と死闘を繰り広げる。生い立ちが大介と酷似しているが、モチベーションが大介よりも明確であるがゆえに海王に対する執念と憎悪はすさまじい。

## 単行本
1. 1987年4月発売 ISBN 4091216013
2. 1987年7月発売 ISBN 4091216021
3. 1987年9月発売 ISBN 409121603X
4. 1987年11月発売 ISBN 4091216048
5. 1988年2月発売 ISBN 4091216056
6. 1988年4月発売 ISBN 4091216064
7. 1988年6月発売 ISBN 4091216072
8. 1988年7月発売 ISBN 4091216080
9. 1988年8月発売 ISBN 4091216099